# Rio Oldman
O Rio Oldman se localiza no sul da província de Alberta, Canadá. Este rio faz a junção com o rio Bow para formar o rio South Saskatchewan.